# Jan Knutelski

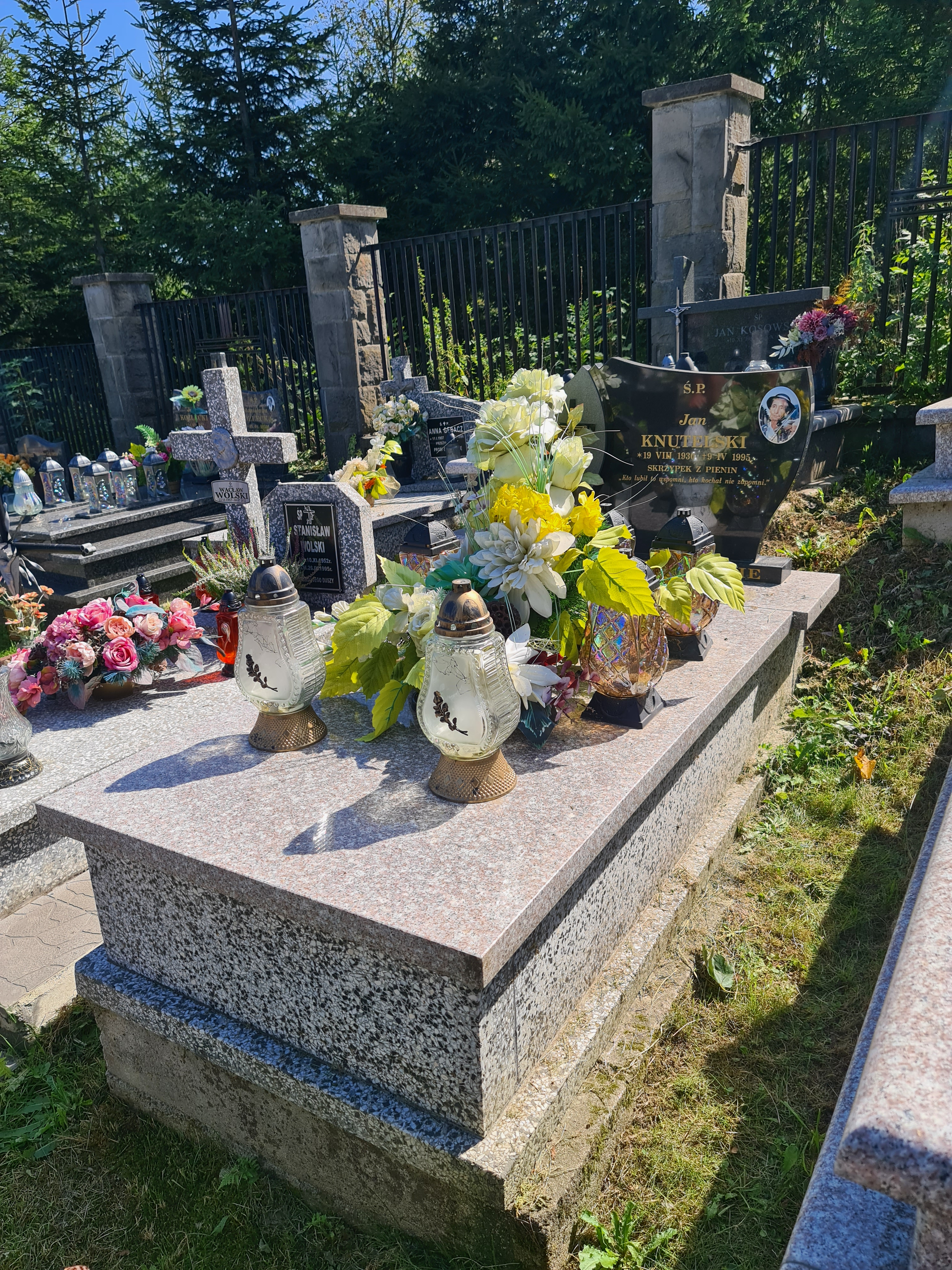
Grób Jana Knutelskiego
na cmentarzu komunalnym
w Krościenku nad Dunajcem

Jan (Jasiek) Knutelski (ur. 19 lipca 1930 w Krościenku nad Dunajcem, zm. 9 kwietnia 1995) – najwybitniejszy pieniński skrzypek ludowy, założyciel i prymista kapeli góralskiej, przez wiele lat związany również z Regionalnym Zespołem Pieśni i Tańca „Pieniny” z Krościenka nad Dunajcem.

## Życiorys
Jasiek Knutelski był samoukiem. Założył zespół muzyczny, w którym przez 33 lata grał ze swoimi dwoma młodszymi braćmi i kuzynem. Na jego repertuar składały się głównie tańce: polki, sztajerki, obyrtane, zbójnickie oraz charakterystyczny dla Pienin ogrodnik. Jego styl charakteryzował się barwnym i przejrzystym urozmaicaniem tych melodii.
Po powstaniu Regionalnego Zespołu Pieśni i Tańca „Pieniny” w 1953 roku przy Spółdzielni Pracy Rękodzieła Ludowego i Artystycznego związał się z tym zespołem. Koncertował z nim nie tylko w Pieninach, Gorcach, na Spiszu, Podhalu i na Orawie, ale również w wielu krajach Europy. Zespół grał w Grecji, Bułgarii, Francji, Niemczech, Holandii, na Węgrzech i we Włoszech. Podczas pobytu we Włoszech, papież Jan Paweł II słuchał 45–minutowego koncertu zespołu w swojej letniej rezydencji.
W 1987 roku Knutelski otrzymał główną nagrodę w konkursie „Muzyk podhalański”.
Został pochowany na cmentarzu komunalnym w Krościenku nad Dunajcem (XIII C 9). Po jego śmierci jedna z ulic w Krościenku została nazwana jego imieniem.

## Upamiętnienie
Imieniem Jaśka Knutelskiego nazwano ulicę w Krościenku nad Dunajcem, odchodzącą na południe od ulicy Władysława Grotowskiego.